# Treble
Treble va ser un grup de música neerlandès que es componia de Caroline Hoffman (7 de març de 1975) i les germanes Niña (26 de maig de 1985) i Djem van Dijk (2 de juliol de 1987). Cantaven en anglès i en una llengua inventada i la seva música tenia ritmes ètnics. El 1995, els pares de Niña i Djem van demanar a Caroline que ensenyés música a les seves filles. A partir d'aquest moment, van tocar música juntes cada setmana. Uns anys després, van fundar el grup Treble. Utilitzaven guitarres i instruments de percussió com ara la conga i el djembé.
Van representar els Països Baixos al Festival de la Cançó d'Eurovisió 2006 amb la cançó Amambanda. No van arribar a la final.